# The Beautiful Liar (film 1918)
The Beautiful Liar è un cortometraggio muto del 1918 diretto da Ben F. Wilson (come Ben Wilson).

## Produzione
Il film fu prodotto dalla Nestor Film Company e dall'Universal Film Manufacturing Company.

## Distribuzione
Distribuito dall'Universal Film Manufacturing Company, il film - un cortometraggio di una bobina - uscì nelle sale cinematografiche USA il 16 dicembre 1918.